# الانتخابات البرلمانية المصرية 1924
الانتخابات النيابية التي جرت في 1924 تتويجاً لكفاح الشعب المصري، وصدور دستور 1923، الذي وضعته لجنة من 30 عضواً تمثل الأحزاب السياسية والزعامات الشعبية، فقد تحدد 12 يناير 1924 لإجراء انتخابات مجلس النواب، وتقدمت الأحزاب التي كانت متواجدة في الساحة في هذه الفترة، وهي الوفد والأحرار الدستوريين والحزب الوطني، أسفرت عن مفاجأتين سقوط رئيس الوزراء يحيى إبراهيم باشا، وحصول الوفد على الأغلبية من مقاعد مجلس النواب 195 مقعد .

## الخلفية التاريخية
جرت الانتخابات في أجواء تاريخية بعد ثورة 1919م حيث أصدرت بريطانيا تصريح 28 فبراير الذي يعطي استقلالا نسبيا لمصر، وكذلك صدر دستور 1923م ، و هو أول دستور يتم تفعيله في تاريخ مصر الحديث، و ينص علي إقامة حياة نيابية في مصر يشارك فيها الشعب حكم البلاد من خلال مجلس نيابي يختار الشعب أعضاءه، ويقوم الحزب الذي يحظي بأغلبية الأعضاء بتشكيل الحكومة.
الحقيقة أن هذا الدستور كان جيداً كخطوة مهمة للحياة الديموقراطية، و لكنه لم يخل من أوجه النقد مثل أنه أعطي الملك الحق في حل البرلمان وإقالة الوزارة، فمكن الملك وهو صاحب السلطة التنفيذية من التحكم في السلطة التشريعية و هي البرلمان.
و في 23 يوليو 1923 ألغيت الأحكام العرفية،و خاض الوفد بزعامة سعد زغلول الانتخابات في يناير 1924م .

## تكوين البرلمان
كان البرلمان يتكون من مجلس النواب 264 عضواً بطريق الانتخاب العام. أما مجلس الشيوخ فكان يتكون من 147 عضواً منهم 28 عضواً بالتعيين، والباقي بالانتخاب. تم افتتاح البرلمان في 15 مارس 1924، وألقى سعد زغلول خطاب العرش نيابة عن الملك .

## الأحداث المترتبة على نتيجة الانتخابات
شكل سعد زغلول وزارة برئاسته فكان أول مصري من أصول ريفية يتولى هذا المنصب وسميت وزارته بوزارة الشعب.
عرض سعد باشا برنامج وزارته وكان يهدف إلي التخلص من التحفظات الأربعة في تصريح 28 فبراير التي كانت تعوق الاستقلال التام لمصر، فطرح سعد زغلول مطالب وزارته وهي:
1. الاستقلال التام بجلاء القوات الإنجليزية عن البلاد .
2. قيام مصر بمسؤلياتها في حماية قناة السويس .
3. حرية الحكومة المصرية في وضع سياستها الخارجية .
4. الحكومة المصرية هي التي تتولي شئون الأقليات والأجانب .

و لكن الحكومة البريطانية رفضت هذه المطالب وناصبت وزارة سعد العداء.
و جاءتها الفرصة عندما قام أحد المصريين بدافع الوطنية باغتيال سردار الجيش المصري في السودان سير لي ستاك  وهو في القاهرة ، فاستغلت الحكومة البريطانية هذا الحادث ووجه لورد اللنبي إنذاراً لوزارة سعد زغلول يطالب فيه:
1. أن تقدم الحكومة المصرية اعتذاراً عن هذه الجريمة
2. أن تقدم مرتكبي هذه الجريمة والمحرضين عليها للمحاكمة والعقاب
3. أن تقدم تعويضاً مقداره نصف مليون جنيه استرليني للحكومة البريطانية
4. أن تسحب القوات المصرية من السودان
5. أن تقوم بزيادة مساحة الأراضي المزروعة قطناً في السودان

كان الإنجليز يهدفون من هذا الإنذار إبعاد مصر عن السودان لتنفرد به بريطانيا ووضع السودان ومصر في تنافس اقتصادي حول محصول القطن وظهور إنجلترا بمظهر المدافع عن مصالح السودان إزاء مصر.
وافق سعد زغلول علي النقاط الثلاثة الأولي ورفض الرابعة. فقامت القوات الإنجليزية بإجلاء وحدات الجيش المصري بالقوة من السودان، فتقدم سعد زغلول باستقالته.
بعد استقالة سعد زغلول، قام الملك فؤاد بتكليف أحمد زيور باشا برئاسة الوزارة  كما قام بحل البرلمان. و لكن نواب البرلمان اجتمعوا خارج البرلمان وقرروا التمسك بسعد زغلول في رئاسة الوزراء. فقامت الحكومة البريطانية بإرسال قطع بحرية عسكرية قبالة شواطئ الإسكندرية في مظاهرة تهديدية، لذلك قرر سعد زغلول التخلي عن فكرة رئاسة الوزراء حتي لا يعرض مصر لنكبة أخرى مثل ما حدث عام 1882م.
و للأسف لجأ الملك إلي تزوير الانتخابات المتتالية ليمنع وصول الوفد إلي السلطة، فنجح في كثير من الأحيان وقليلا ما فشل. كما ضغط المندوب السامي البريطاني في انتخابات كثيرة لإسقاط مرشحي الإخوان المسلمين في دائرة الإسماعيلية وغيرها.